# Cheese (software)
Cheese je výchozí aplikace pro webkameru v prostředí GNOME tj. Aplikace pro zpracování UVC streamů. Byla vyvinuta jako projekt na Google Summer of Code 2007 Daniela G. Siegela. Používá GStreamer k aplikaci efektů na fotografie a videa. Může exportovat na Flickr a je integrován do GNOME.
Ve verzi 2.22 bylo Cheese oficiálně přidáno do GNOME. Guvcview nepoužívá GStreamer .

## Přehled
Aplikace začala jako způsob fotografování webkamerou, kde bylo fotky možné snadno sdílet. Průběžně získala nové funkce a nyní ji lze použít mnoha způsoby, které v prvním vydání nebyly možné. Cheese může fotografovat i nahrávat videa a před pořízením snímku, nebo fotografování v sekvenčním režimu může použít časovač. Verze 2.28 přinesla možnost jediným kliknutím přepínat mezi více webkamerami. Aplikace má vestavěné sdílení, takže fotografie nebo videa lze nahrávat na sociální sítě nebo je používat přímo v počítači. Má také mnoho různých efektů, které lze použít na fotografie.

### Efekty
- Mauve (Nafialovělé)
- Noir/Blanc
- Saturace
- Hulk
- Vertikální převrácení
- Horizontální převrácení
- Shagadelic
- Závrať (Vertigo)
- Okraj
- Kostky
- Warp